# 人中之龍工作室
人中之龍工作室（日语：龍が如くスタジオ，りゅうがごとくスタジオ）是一間由日本電子遊戲公司世嘉成立的電子遊戲開發商。

## 概要
2011年8月31日設立。為2008年成立的「世嘉消費者研發第一部」（日语：セガ第一CS研究開発部，簡稱「世嘉CS1 R&D」）旗下開發部門。根據工作室負責人橫山昌義的說法，該工作室不是公司組織，而是指世嘉內部的製作團隊。儘管如此，該工作室的標誌和名稱在國際上變得更知名，而工作室的標誌至今一直被使用（最初使用全名標誌，現時第二代「龍」標誌於2018年起開始使用）。
主要負責開發動作冒險遊戲，如同工作室名稱一樣，代表作為《人中之龍》系列，其他也有《超級猴子球》等作品。
另外，擁有獨自開發的遊戲引擎『龍引擎』，不僅使用在《人中之龍6 生命詩篇。》以後的作品中，也被用在《VR快打5電競版》等其他世嘉遊戲作品。
被放上「持續創造可以品味『真正的人間戲劇』作品的創作者集團」的地位，通常提到該工作室時，這句話也經常被複製引用。
2021年10月，伴隨著工作室創始人兼製作總指揮名越稔洋以及工作室代表佐藤大輔從世嘉離職而轉移為新的體制。並由橫山昌義出任新的工作室代表/制作總指揮。

## 歷史

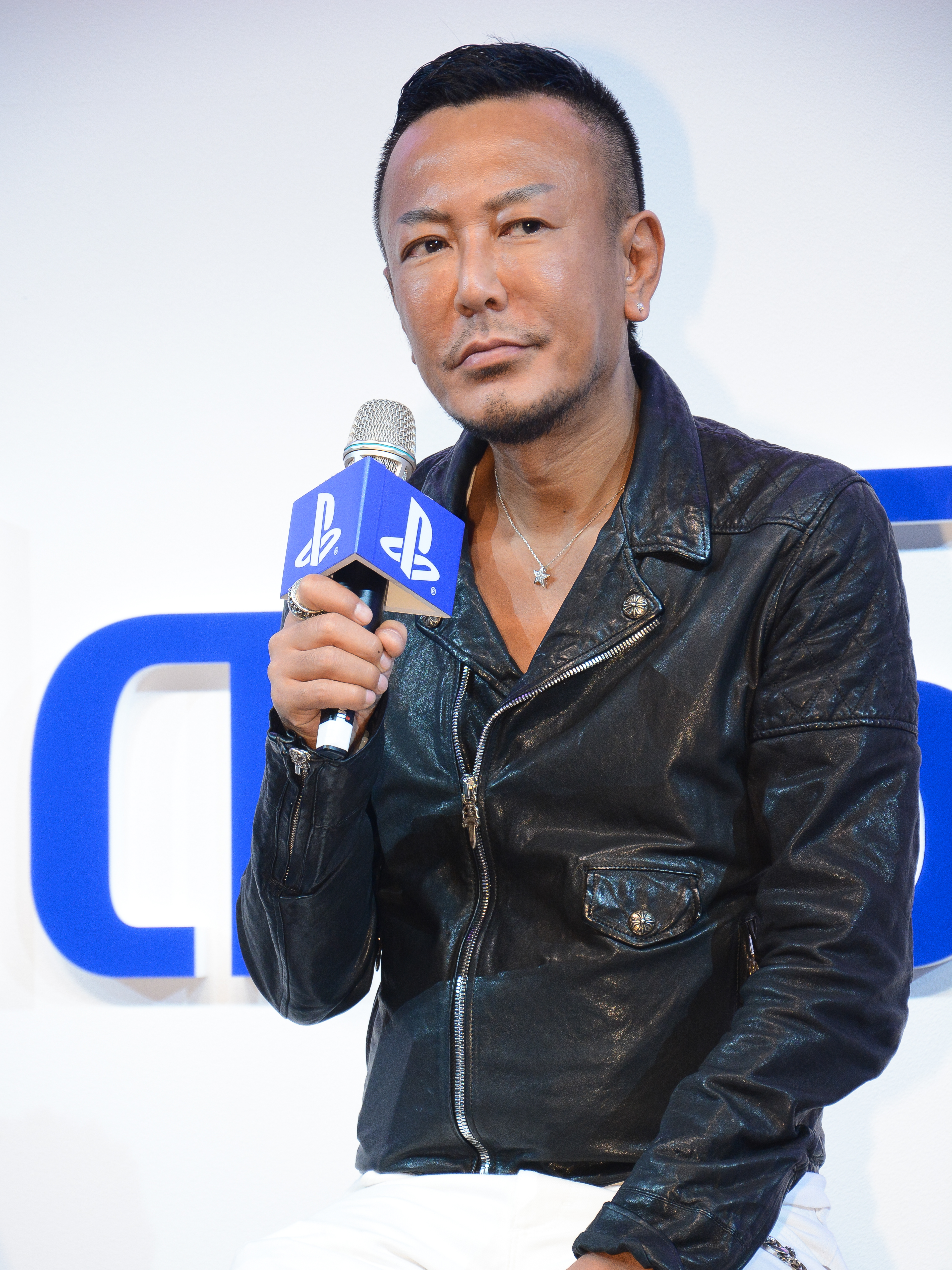
工作室的創辦人名越稔洋

工作室的起源可追溯到1998年由世嘉企業（現世嘉公司）成立的新部門「世嘉AM11」（1999年更名為R&D4或AM4），它是由1989年加入世嘉AM2，街機遊戲《梦游美国》的創造者名越稔洋領導。成立原因是名越參與《莎木 一章 橫須賀》的開發過程中，已經要求成立屬於自己的開發部門。

Amusement Vision標誌

2000年，AM4被世嘉分割作為子公司化，成立「Amusement Vision, Ltd.」（日语：株式会社アミューズメントヴィジョン）。名越之所以選擇這個名字，是因為他喜歡「Amusement」這個詞，而「Vision」是工作室的核心市場。Amusement Vision時期的代表作為《超級猴子球》以及與任天堂合作的《F-Zero GX》。隨後的幾年裡發生了一些結構性變化，在2003年的重組中，與另一家世嘉的子公司Smilebit（原世嘉CS1和R&D 6部門）合併。2004年，隨著世嘉與波子機製造商颯美合併（10月1日成立世嘉颯美控股），Amusement Vision於7月1日被回歸母公司世嘉後更名為「世嘉R&D創作辦公室」（日语：セガNEソフト研究開発部，簡稱「世嘉NE R&D」）。在2005年推出《人中之龍》首作並取得商業成功，其後開始推出多款續作。2008年推出的《人中之龍 登場！》是最後一款以NE R&D名稱開發的人中之龍系列遊戲。
從2009年推出《人中之龍3》開始，成為「世嘉消費者研發第一部」團隊一直到2011年6月推出《人中之龍 Of the End》為止。
人中之龍工作室成立後，第一款使用其標誌的遊戲是2012年2月在日本推出的《二元領域》。最終，人中之龍工作室標誌得到了一致使用，他們為自己打上了品牌，並賦予了一個開發商的身份。現時使用的第二代標誌是在2018年宣佈推出《人中之龍 極2》西方版本時首次使用。

## 主要成員

### 現在
- 橫山昌義 - 人中之龍工作室代表・製作總指揮
- 阪本寬之 - 人中之龍系列首席製作人
- 堀井亮佑 - 人中之龍系列首席導演
- 三嶽信明 - 人中之龍系列藝術導演
- 伊東豐 - 人中之龍工作室技術負責人・『審判之逝』導演
- 深川大輔 - 人中之龍工作室影像導演・設計部份負責人
- 反町孝之 - 人中之龍工作室首席動畫導演

### 過去
- 名越稔洋 - 人中之龍工作室創辦人・製作總指揮
- 佐藤大輔 - 人中之龍工作室代表

## 開發作品
- 二元領域（2012年2月16日，PlayStation 3・Xbox 360・Windows）
- 黑豹2 人中之龍 阿修羅篇（2012年3月22日，PlayStation Portable） ※與syn Sophia共同開發
- 人中之龍1&2 HD EDITION（2012年11月1日，PlayStation 3）
  - 人中之龍1&2 HD for Wii U（2013年8月8日，Wii U）
- 人中之龍5 夢 實踐者（2012年12月6日，PlayStation 3）
  - 人中之龍5 夢 實踐者（PS4版）（2019年6月20日，PlayStation 4）
  - Yakuza 5 Remastered（2021年1月28日，Xbox One・Windows（Steam））
- 人中之龍 維新（2014年2月22日，PlayStation 3・PlayStation 4）
  - 人中之龍 維新 極（2023年2月18日，PlayStation 4・PlayStation 5・Xbox One・Xbox Series X/S・Windows）
- 人中之龍0 誓言的場所（2015年3月12日，PlayStation 3・PlayStation 4）
  - Yakuza 0（Steam版）（2018年8月2日，Windows（Steam））
  - Yakuza 0（Xbox One版，for Windows 10）（2020年2月26日，Xbox One・Windows（Microsoft Store））
- 人中之龍 極（2016年1月21日，PlayStation 3・PlayStation 4）
  - Yakuza Kiwami（Steam版）（2019年2月20日，Windows（Steam））
  - Yakuza Kiwami（Xbox One版，for Windows 10）（2020年4月26日，Xbox One・Windows（Microsoft Store））
- 人中之龍6 生命詩篇。（2016年12月8日，PlayStation 4）
  - Yakuza 6: The Song of Life（Xbox One版，for Windows 10）（2021年3月25日，Xbox One・Windows（Microsoft Store·Steam））
- 人中之龍 極2（2017年12月7日，PlayStation 4）
  - Yakuza Kiwami 2（Steam版）（2019年5月9日，Windows（Steam））
  - Yakuza Kiwami 2（Xbox One版，for Windows 10）（2020年7月29日，Xbox One・Windows（Microsoft Store））
- 人中北斗（2018年3月8日，PlayStation 4）
- 人中之龍3（PS4版）（2018年8月9日，PlayStation 4）
  - Yakuza 3 Remastered（2021年1月28日，Xbox One・Windows（Steam））
- 人中之龍 ONLINE（2018年11月21日-，iOS・Android・Windows）
- 審判之眼：死神的遺言（2018年12月13日，PlayStation 4）
  - 審判之眼：死神的遺言 [新價格版]（2019年7月18日，PlayStation 4）
  - 審判之眼：死神的遺言 Remastered（2021年4月23日，PlayStation 5・Xbox Series X/S・Google Stadia）
- 人中之龍4 傳說的繼承者（2019年1月17日，PlayStation 4）
  - Yakuza 4 Remastered（2021年1月28日，Xbox One・Windows（Steam））
- 現嚐好滋味！超級猴子球（2019年10月31日，PlayStation 4・Nintendo Switch・Xbox One[注 2]）
  - Super Monkey Ball: Banana Blitz HD（2019年12月11日，Windows（Steam））
- 新櫻花大戰（2019年12月12日，PlayStation 4）※協助開發事件場景
- 人中之龍7 光與闇的去向（2020年1月16日，PlayStation 4）
  - 人中之龍7 光與闇的去向 國際版（2021年2月25日，PlayStation 5・Xbox One・Xbox Series X/S・Windows（Steam・Microsoft Store））
- The Yakuza Remastered Collection（2021年1月28日，Xbox One・Windows（Steam））
- VR快打5電競版（2021年6月1日，PlayStation 4・街機）※與街機第二研究開發本部（AM2）共同開發
- 審判之逝：湮滅的記憶（2021年9月24日，PlayStation 4・PlayStation 5・Xbox One・Xbox Series X/S）
- 現嚐好滋味！超級猴子球1＆2重製板[12]（2021年10月7日，PlayStation 4・PlayStation 5・Nintendo Switch・Windows（Steam））
- 人中之龍7外傳 英雄無名（2023年11月9日，PlayStation 4・PlayStation 5・Xbox One・Xbox Series X/S・Windows（Steam·Microsoft Store））
- 人中之龍8（2024年1月26日，PlayStation 4・PlayStation 5・Xbox One・Xbox Series X/S・Windows（Steam·Microsoft Store））
- 超級猴子球 香蕉大亂鬥（2024年6月25日，Nintendo Switch）
- 人中之龍8外傳 Pirates in Hawaii（2025年2月28日，PlayStation 4・PlayStation 5・Xbox One・Xbox Series X/S・Windows（Steam·Microsoft Store））
- VR快打新作（未定）※與街機第二研究開發本部（AM2）共同開發
- 天國異路 STRANGER THAN HEAVEN（發售時期以及遊戲平台未定）[13]

## 外部連結
- 官方网站
- 人中之龍工作室 官方X的X（前Twitter）
- 人中之龍工作室的Facebook專頁
- YouTube上的人中之龍工作室 官方Youtube